# Joan Larsen
Joan Louise Larsen (Waterloo, Iowa; 1 de diciembre de 1968) es una abogada, jurista y profesora universitaria estadounidense que se desempeña como jueza federal en la Corte de Apelaciones del Sexto Circuito de los Estados Unidos desde noviembre de 2017. Anteriormente había sido jueza asociada de la Corte Suprema de Míchigan.

## Primeros años y educación
Obtuvo su licenciatura en Artes de la Universidad del Norte de Iowa, trasladándose posteriormente a la Universidad de Northwestern, en cuya Facultad de Derecho obtuvo su doctorado en jurisprudencia, graduándose la primera de su promoción en 1993. Mientras estaba en Northwestern, se desempeñó como editora de artículos de la revista de Derecho de la propia universidad.

## Carrera profesional
Larsen se convirtió en profesora en la Facultad de Derecho de la Universidad de Míchigan en 1998. Fue secretaria de David B. Sentelle de la Corte de Apelaciones de los Estados Unidos para el Circuito del Distrito de Columbia y del juez Antonin Scalia de la Corte Suprema de los Estados Unidos durante el período de 1994. Se desempeñó como subprocuradora general adjunta en la Oficina de Asesoría Legal del Departamento de Justicia de los Estados Unidos desde enero de 2002 hasta mayo de 2003, bajo mando de la administración del presidente George W. Bush. Larsen no contribuyó a los memorándums sobre torturas, relacionado con la intervención estadounidense en Irak posterior al 11-S (agravado tras conocerse los casos de tortura y abuso de prisioneros en Abu Ghraib). En marzo de 2002, escribió un nuevo memorándum sobre el acceso de los detenidos a los tribunales.
El 1 de octubre de 2015, Larsen fue nombrada miembro de la Corte Suprema de Míchigan por el gobernador Rick Snyder para reemplazar a la jueza Mary Beth Kelly, quien había anunciado su renuncia para regresar a la empresa privada. Fue elegida el 8 de noviembre de 2016 y cursó el mandato restante que debía cubrir Kelly, que se extendió hasta finales de 2018. Larsen estaba en la lista de posibles jueces a la Corte Suprema expuesta en mayo de 2016 por el candidato presidencial republicano Donald Trump. Su candidatura fue finalmente desestimada al ser nombrada jueza federal en la Corte de Apelación del Sexto Circuito.
El 8 de mayo de 2017, el presidente Donald Trump nominó a Larsen para que se desempeñara como jueza de circuito de la Corte de Apelaciones de los Estados Unidos para el Sexto Circuito, para el puesto que pronto iba a dejar vacante el juez David McKeague. La nominación de Larsen fue detenida durante meses por los senadores demócratas electos por Míchigan, Debbie Stabenow y Gary Peters, que se negaron a devolver sus recibos a Larsen, una práctica informal del Senado de los Estados Unidos que esencialmente otorga a los senadores poder de veto sobre los candidatos judiciales federales de su estado de origen. Larsen se reunió por separado con Peters y Stabenow el 26 de julio. Ambos representantes acabaron devolviendo sus autorizaciones en agosto de 2017, lo que permitió que la audiencia de Larsen avanzara.
El 6 de septiembre de 2017 se llevó a cabo una audiencia sobre la nominación de Larsen ante el Comité Judicial del Senado. El 5 de octubre, el Comité Judicial votó favorablemente, 11 a 9, la recomendación al Senado en pleno para una votación de confirmación. El líder de la mayoría del Senado, Mitch McConnell, presentó una moción de cierre para limitar el debate sobre la nominación de Larsen el 26 de octubre, despejando el camino para que el pleno del Senado votara sobre la nominación de Larsen en la primera semana de noviembre. El Senado votó para invocar la clausura y así terminar el debate sobre la nominación de Larsen el 31 de octubre de 2017, por una votación de 60 a 38, con Stabenow y Peters votando para proceder con la nominación y darle a Larsen un voto final a favor o en contra antes de la Senado en pleno. El 1 de noviembre Larsen fue confirmada por el pleno del Senado por los mismos 60 a 38 votos. Tanto Stabenow como Peters, junto con otros seis demócratas del Senado, se unieron a los 52 republicanos del Senado que votaron para confirmar a Larsen. Recibió su comisionado el 2 de noviembre de 2017.
En septiembre de 2020, su nombre volvió a cobrar protagonismo al ser una de las candidatas potenciales para ocupar una futurible vacante en la Corte Suprema de los Estados Unidos. El 18 de septiembre la jueza asociada de la Corte Ruth Bader Ginsburg fallecía a los 87 años a consecuencia de un cáncer pancreático, volviendo a presentarse Joan Larsen como una de las favoritas para sucederla.